# Sparisoma aurofrenatum
Sparisoma aurofrenatum là một loài cá biển thuộc chi Sparisoma trong họ Cá mó. Loài này được mô tả lần đầu tiên vào năm 1840.

## Từ nguyên
Từ định danh của loài trong tiếng Latinh có nghĩa là "được mạ vàng", hàm ý đề cập đến dải "màu cam" ở khoé miệng (thực ra là màu đỏ) của cá đực.

## Phạm vi phân bố và môi trường sống
S. aurofrenatum được ghi nhận từ bang Florida (Hoa Kỳ) và Bermuda trải dài đến phía nam vịnh México và khắp vùng biển Caribe, bao gồm toàn bộ Antilles.
S. aurofrenatum sống trong những thảm cỏ biển hoặc gần các rạn san hô mọc nhiều tảo, độ sâu đến ít nhất là 20 m.

## Mô tả
S. aurofrenatum có chiều dài cơ thể tối đa được biết đến là 28 cm. S. aurofrenatum đực trưởng thành có màu xanh lục xám (sẫm màu hơn ở lưng). Có một dải màu đỏ kéo dài từ khóe miệng, băng xuống dưới mắt kéo dài đến rìa nắp mang. Mống mắt đỏ rực. Có đốm màu vàng cam, bao quanh bởi một cụm các đốm đen nằm ở bên thân (vị trí phía trên chóp vây ngực). Vây lưng và vây hậu môn màu đỏ. Vây đuôi có dải sọc hình lưỡi liềm màu vàng và đỏ, chóp thùy đuôi màu đen. Cá cái có màu nâu lục, thường lốm đốm các vệt trắng, ửng đỏ ở các vây, và thêm một đốm trắng ở cuống đuôi (ngay sau vây lưng).

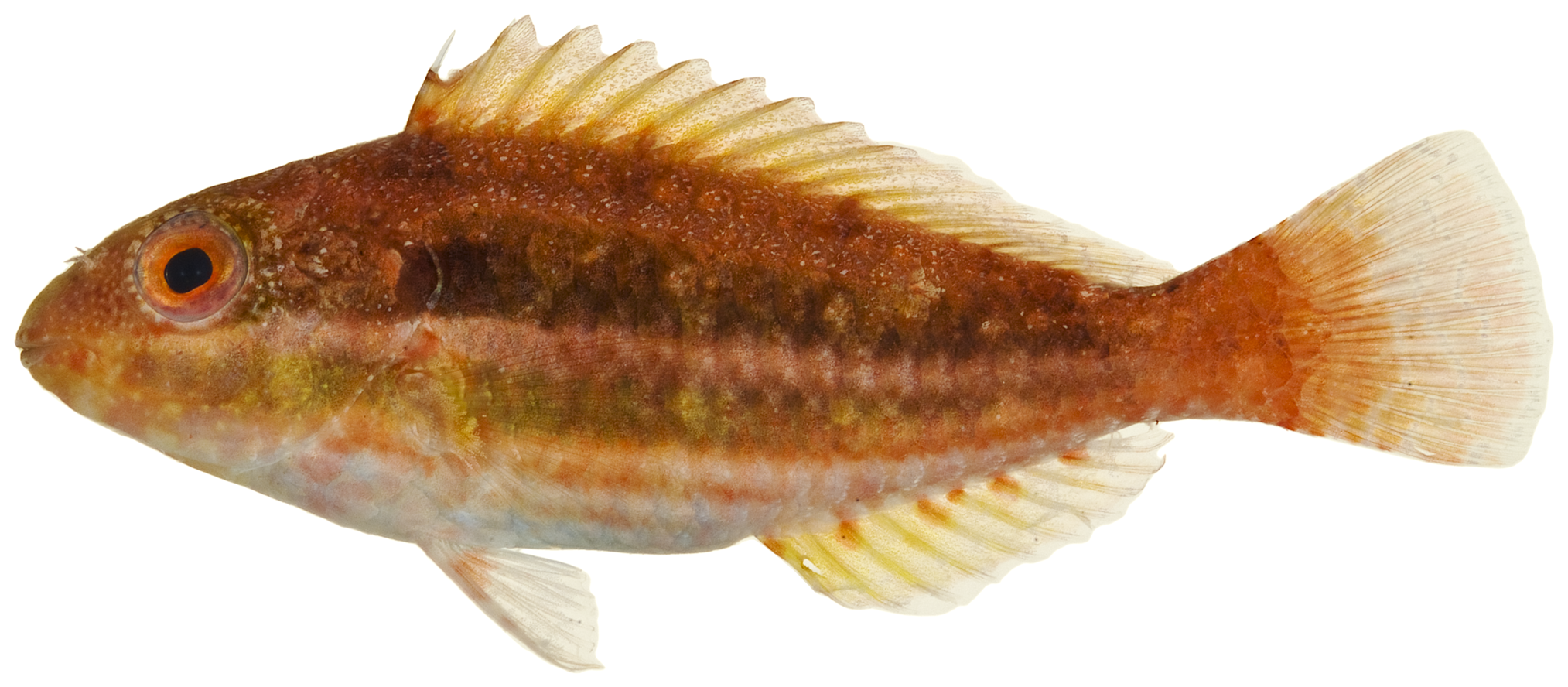
Cá con

Số gai vây lưng: 9; Số tia vây ở vây lưng: 10; Số gai vây hậu môn: 3; Số tia vây ở vây hậu môn: 9; Số tia vây ở vây ngực: 12.

## Sinh thái học
Thức ăn của S. aurofrenatum chủ yếu là tảo. S. aurofrenatum có thể sống đơn độc hoặc hợp thành từng nhóm nhỏ.
S. aurofrenatum là một loài lưỡng tính tiền nữ (cá cái có thể chuyển đổi giới tính thành cá đực). Cá đực có thể sống theo chế độ hậu cung, gồm nhiều con cá cái cùng sống trong lãnh thổ của một con cá đực trưởng thành.

## Thương mại
S. aurofrenatum được đánh bắt trong ngành thủy sản thương mại.